# 索金布勒格
索金布勒格是位于中国内蒙古自治区兴安盟突泉县太平乡东南的一个湖泊。其具体位置约为东经121°46′，北纬45°17′。湖面海拔230米，面积约1.6平方公里，为咸水湖。索金布勒格系蒙古语，意为像胯骨的湖。